# Alexandru Crețu
Alexandru Crețu (n. 24 aprilie 1992, Pașcani, Iași, România) este un fotbalist român, care joacă pe post de fundaș la Al-Wahda FC în Liga Profesionistă din Arabia Saudită. Pe plan internațional, are prezențe la națională pentru România Sub-21 și România.

## Cariera

### CSMS Iași
Crețu s-a făcut remarcat în sezonul 2012-2013, când a avut câteva apariții bune ca fundaș central pentru CSMS Iași. A fost monitorizat de Steaua apoi, însă transferul nu s-a mai materializat.

### Internațională
Crețu a făcut parte din echipa națională de tineret a României, pentru care a evoluat în 13 partide.